# リバーパーク犬飼
リバーパーク犬飼（リバーパークいぬかい）は、大分県豊後大野市犬飼町田原の一級水系大野川の河岸にある河川公園。

## 概要
大野川随一の景勝地として知られる犬江釜峡の河岸に1996年にオープンした河川公園で、本格的なスポーツ施設と大規模なレジャー施設からなる。
スポーツ施設としては、西日本でトップクラスのカヌーコースとカヌー艇庫や、サッカー場2面を備える。サッカー場は2002 FIFAワールドカップでの練習場として造られ、大分スポーツクラブが完成するまでは、大分トリニータが練習場として使用していた。現在もトリニータのユースが練習を行っている。
また、レジャー施設としては、テニスコート、パットゴルフ場、ログハウス（バンガロー）などがあり、広い芝生広場にはデンマーク製のコンビネーション遊具「ブリュッケン城」が設置されていた。
2020年に老朽化した「ブリュッケン城」とパットゴルフ場を取り壊し、2020年4月より「豊後大野市」から民間企業の「Goap株式会社」に指定管理者が移り、同年6月にコインシャワーなどサニタリーハウスを併設した「オートフリーサイト」「ドッグランサイト」「遊具広場」などを新設、改修し再オープンした。

## 交通
- 鉄道：JR九州豊肥本線犬飼駅より徒歩約15分。
- 車：大分自動車道大分米良ICを佐伯方面へ約30分。